# La Chèvrerie
La Chèvrerie é uma comuna francesa na região administrativa da Nova Aquitânia, no departamento de Charente. Estende-se por uma área de 4,61 km². Em 2010 a comuna tinha 142 habitantes (densidade: 30,8 hab./km²).